# Andreas Buckreus
Andreas Buckreus (* 13. Januar 1983) ist ein deutscher Politiker und ehemaliger Polizist.

## Leben und Wirken
Buckreus besuchte in den Jahren 1993 bis 1995 das Gymnasium und anschließend bis 1999 die Realschule. 2000 begann er eine Ausbildung bei der Polizei in Nürnberg und war anschließend zwei Jahre bei der Bereitschaftspolizei in Nürnberg und ein Jahr beim Polizeipräsidium München. Ab 2005 war er bei der Polizeiinspektion Roth tätig.
Im Jahr 2007 trat er in die SPD ein und war von 2012 bis 2016 Vorsitzender der SPD Roth. Bei der Kommunalwahl 2014 wurde er zum Stadtratsmitglied von Roth gewählt. 2016 wurde er Vorsitzender der Stadtratsfraktion. 2017 trat er bei der Bürgermeisterwahl in Roth erfolglos gegen Ralph Edelhäußer an. Mit der Kommunalwahl 2020 wurde er Mitglied des Kreistags und gleichzeitig Zweiter Bürgermeister der Stadt Roth hinter Ralph Edelhäußer, CSU. Nach dessen Wahl in den Bundestag 2021 führte er die Amtsgeschäfte fort und wurde am 16. Januar zum Ersten Bürgermeister gewählt.
Buckreus ist verheiratet und hat ein Kind. Ehrenamtlich war er von 2011 bis 2014 stellvertretender Vorsitzender der TSG 08 Roth e. V. und ist seither Vorsitzender des Vereins. Seit 2015 ist er Mitglied des Ausschusses der AWO Roth e. V.